# Sandaogou Manzu Xiang
Sandaogou Manzu Xiang (kinesiska: 三道沟满族乡, 三道沟) är en socken i Kina. Den ligger i provinsen Liaoning, i den nordöstra delen av landet, omkring 300 kilometer sydväst om provinshuvudstaden Shenyang. Antalet invånare är 17363. Befolkningen består av 8 189 kvinnor och 9 174 män. Barn under 15 år utgör 15,0 %, vuxna 15-64 år 72 %, och äldre över 65 år 11,0 %.
Genomsnittlig årsnederbörd är 766 millimeter. Den regnigaste månaden är juli, med i genomsnitt 183 mm nederbörd, och den torraste är februari, med 5 mm nederbörd.